# 关西大学
關西大學（日语：／ Kansai daigaku），簡稱關大（／ Kandai），是一所本部位於日本大阪府吹田市的私立研究型综合大学，其前身之一是幕末時期創辦的泊園書院。關西大學最初於1886年以関西法律学校之名成立。關西大學是日本關西四所名門私立大學「關關同立」成员学校之一。

## 概要

### 成立起源
關西大學歷史悠久。1886年（明治19年），大日本帝國司法省顧問古斯塔夫·博瓦索納德、有田德一、井上操、小倉久、土居通夫、野村清吉以及大阪法官兒島惟謙、漫畫家手塚治蟲之祖父手塚太郎、自由民權運動家吉田一士等人共同合作，在大阪市西區的願宗寺，開設了日本關西第一所法律學校「關西法律學校」，成為關西大學的前身。1918年（大正7年）12月6日公布大日本帝国政府颁布《大学令》开始高等教育拡張政策。20世紀初，關大各個學術學院陸續落成。學院迅速發展，後在1922年正式改名為“關西大學”。
1941年（昭和16年）二战爆发，关西大学遭到破坏。1947年（昭和22年），岩崎卯一出任关西大学校长。在典礼上发表演说，对学生提出三点要求：“関大ルネッサンス”、“関大大家族主義”、“正義を権力より護れ”，对关西大学进行了一系列的改革。二战后于1948年(昭和23年)4月1日改制为《新制大学》。1958年（昭和33年）设立工学部，1967年（昭和42年）设立社会学部。
關西大學拥有优良的师资以及顶尖的法学部（法学院）、経済学部（経済学院）、工学院。大學設有13個學部（相當於學院），大學院（相當於研究所）設有15個研究科（相當於學系）。　

### 建校精神
關西大學的建校精神是「從權力手中保護正義」。其由來是，創始人之一的兒島惟謙在大津事件審判中抵抗日、俄政府壓力，捍衛司法獨立的舉動。

## 歷史沿革

### 關西法律學校
- 1886年　創立「關西法律學校」[4]。

### 私立關西大學
- 1905年　關西法律學校改名為“私立關西大學”。
- 1908年　清朝留學生入學（5名）。
- 1920年　校舍遷移至新設立之千里山校區。

### 關西大學
- 1922年　更名為“關西大學”。根據《大學令》成為舊制大學。建造新的校舍。
- 1923年　接受女學生入學。（北村兼子）
- 1929年　開設天六校區。
- 1930年　首屆「關慶戰」。（關西大學對慶應義塾大學）
- 1944年　設立關西工業專門學校。
- 1945年　日本投降后、関西大學开始修缮。
- 1947年　設立關西大學第一中學校、高等學校。
- 1948年　因學制改革成為新制大學。增設法、文、商、經濟學部。關西大学开始录取女性本科学生。
- 1950年　設立關西大學短期大學部。
- 1958年　增設工學部。
- 1967年　增設社會學部。
- 1978年　首屆「關關戰（日语：関関戦）」於關西大學舉辦。
- 1983年　與复旦大学簽訂學術交流及學生交換協定。
- 1985年　綜合圖書館開館。
- 1986年　關西大學創立100週年。
- 1994年　關西大學博物館開館。於高槻校區增設綜合情報學部。
- 1998年　與北京大学簽訂學術交流及學生交換協定。
- 2001年　與國立臺灣大學簽訂學術交流及學生交換協定。
- 2003年　關西大學東京中心開館。
- 2007年　增設政策創造學部。
- 2008年　與早稻田大學簽訂學術交流及學生交換協定。
- 2010年　於高槻MUSE校區增設社會安全學部。
- 2012年　增設留學生別科。
- 2016年　關西大學創立130週年。

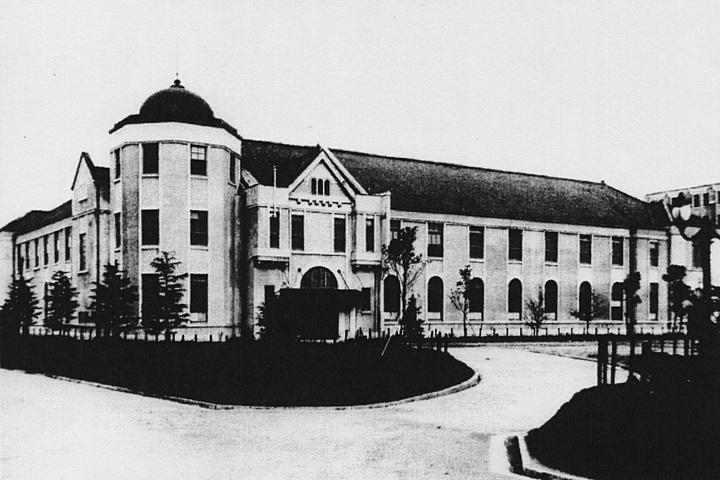
大学本館（1927年頃撮影）
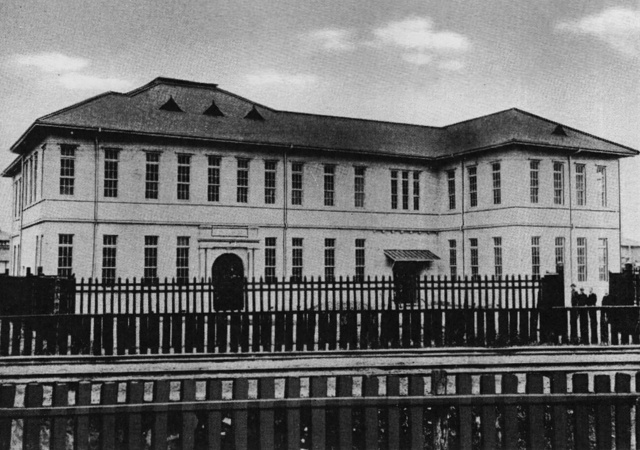
大正時代的福島校區
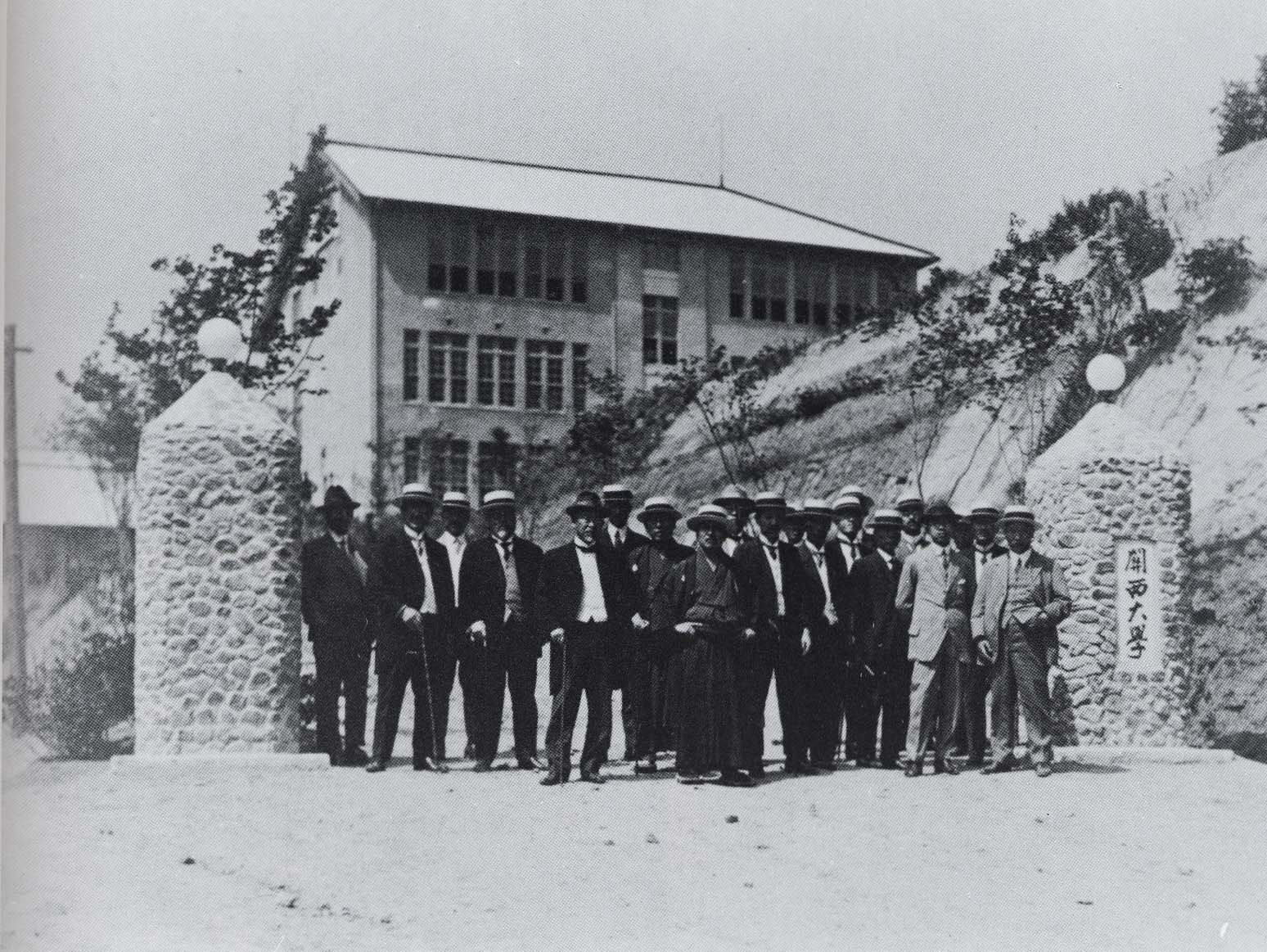
1923年（大正12年）正門
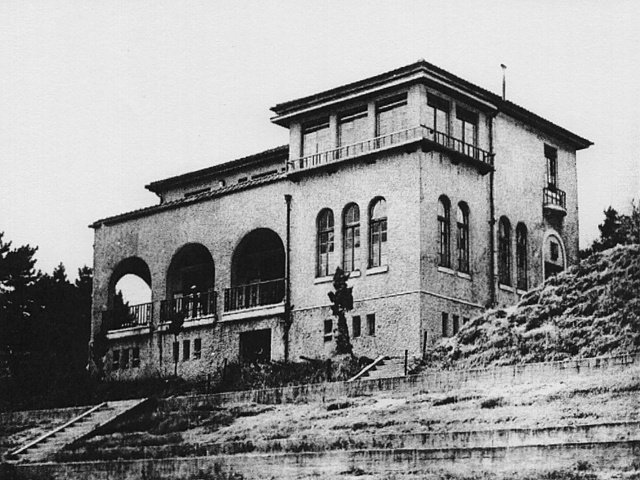
1926年（大正15年）俱乐部
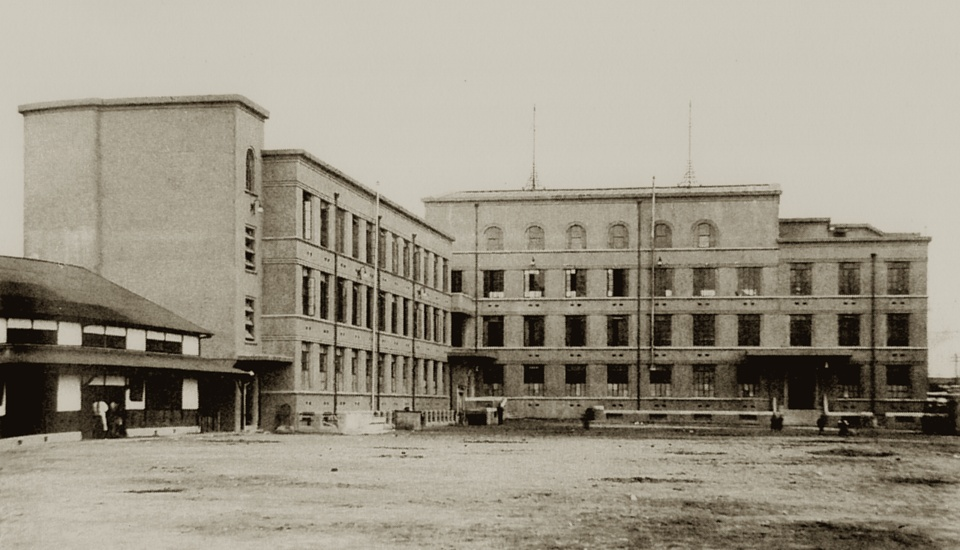
1929年（昭和4年）天六校區
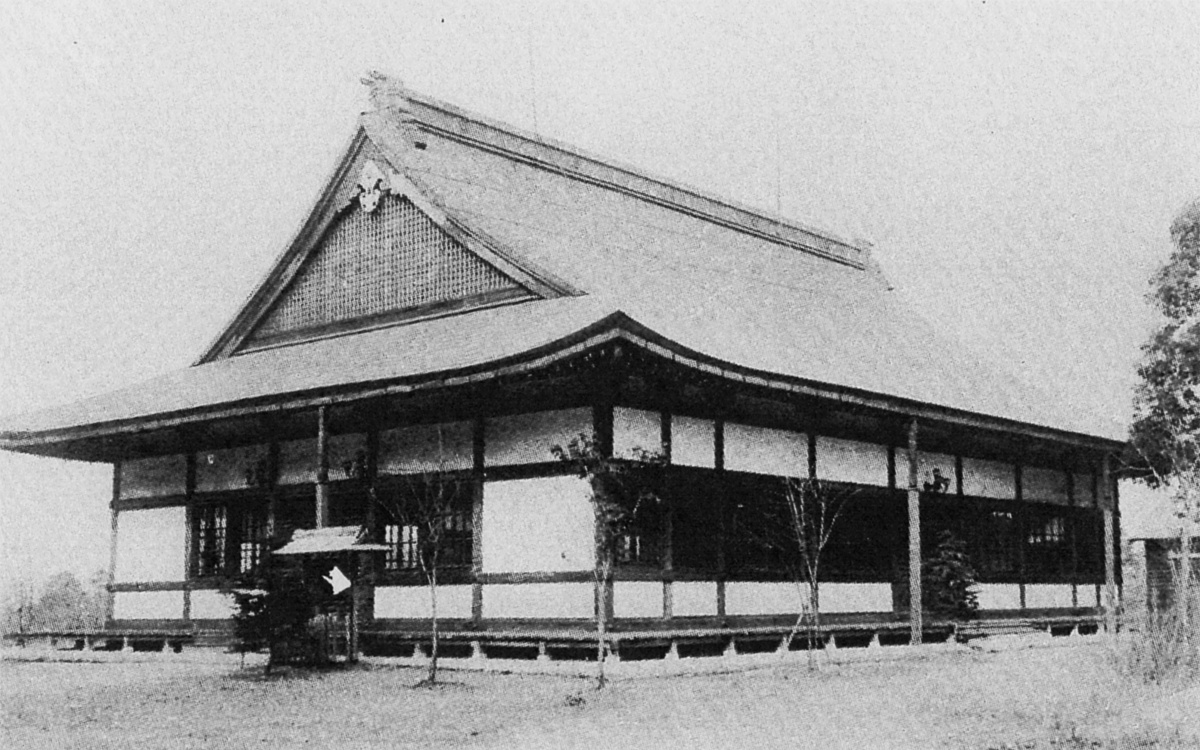
1932年（昭和7年）威德館
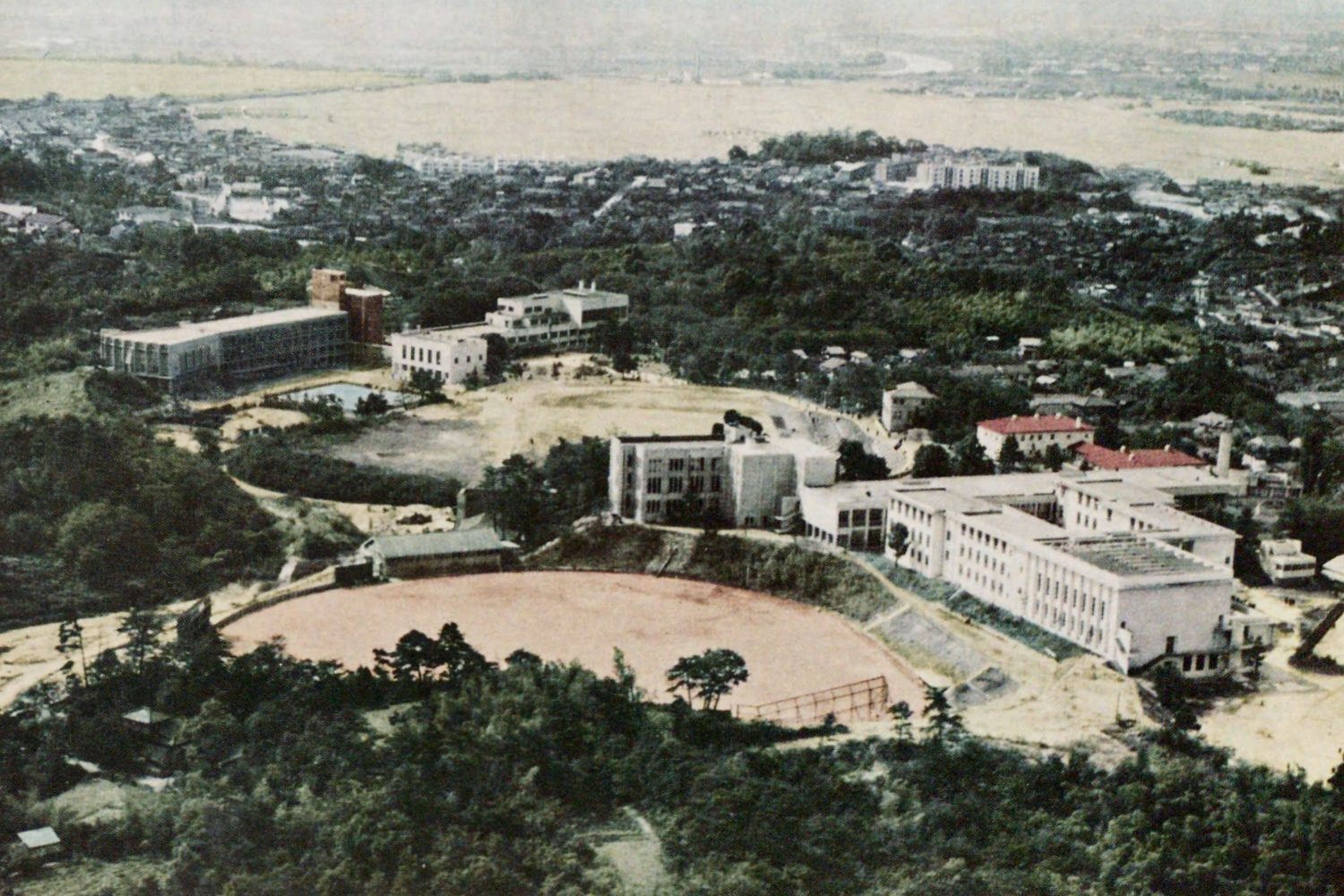
1956年（昭和31年）千里山校區

## 學生生活

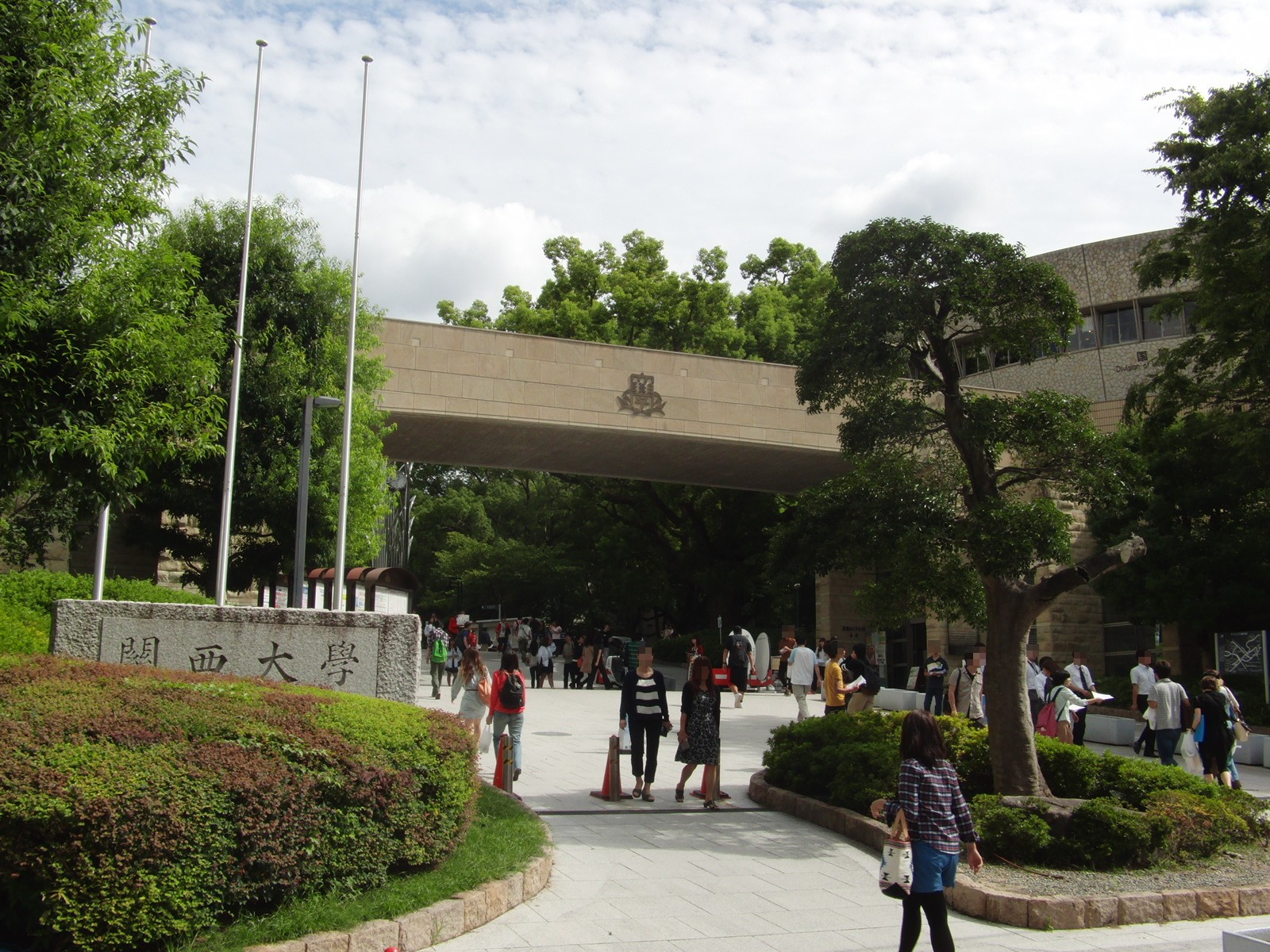
千里山校區正门

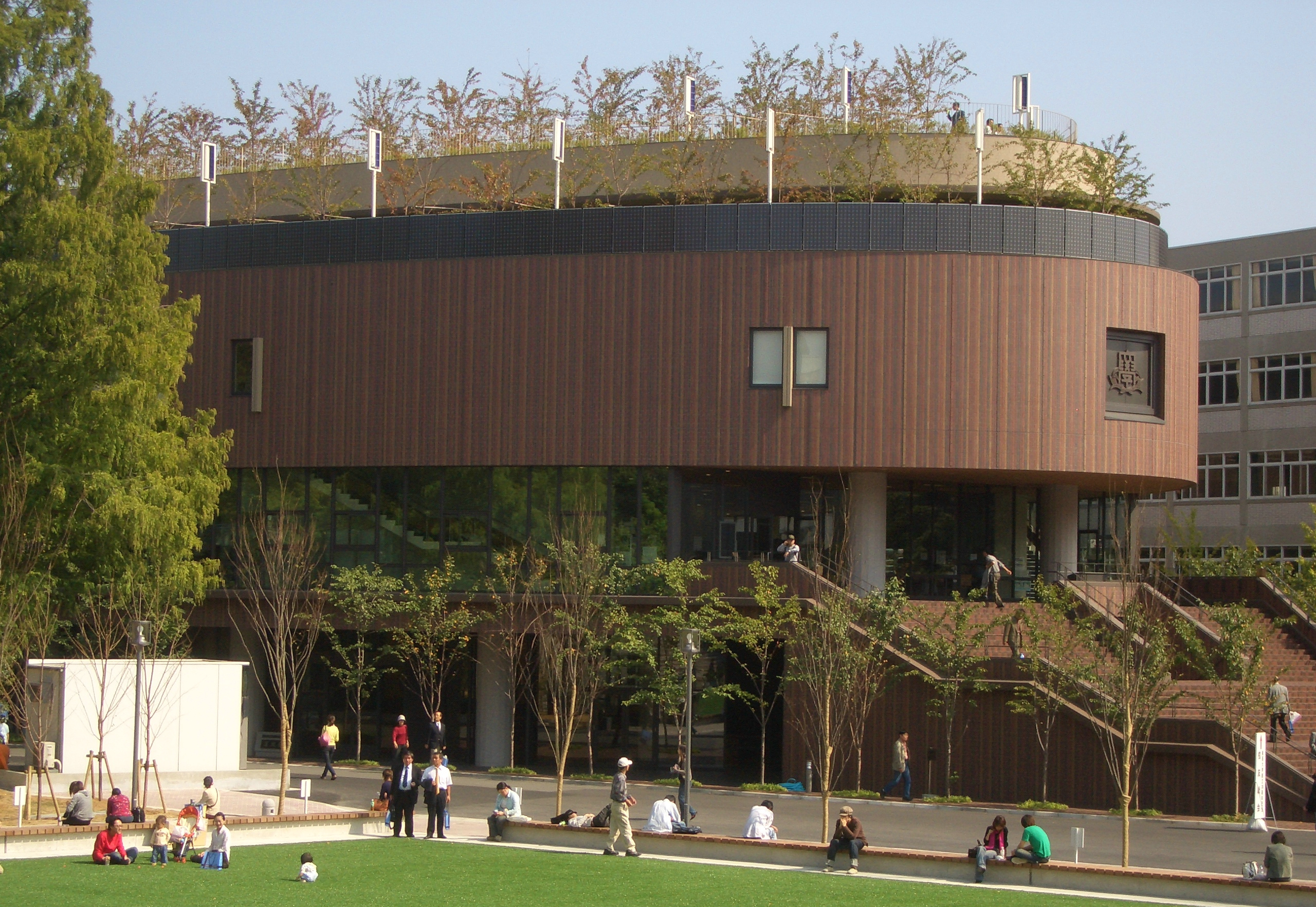
凛風館

### 学生
在關關同立四所學校中，關西大學的学生人数相对较多。目前在校学生人数约30,000人，其中本科生约28,000人，研究生约2000人。学校的学生来自全日本所有47个都道府縣和50个其他国家，其中海外学生，他们主要来自中国大陆、台湾、韓国、美国和法国。关大最早的女性教育可追溯至1923年（大正12年），当时的法律科首次接受了女性学生的入学申请北村兼子。截至2021年底，关西大学本科学生共27,736人，博士研究生1,770人，有743名专任教师，校本部3,192名教师中含1,461名教授，1,179名副教授。

### 體育與其他文化
關西大學體育校隊名為Kaisers（関西大学カイザース），現共有45隊（足球、排球、网球、摔跤、越野、体操、冰球、高尔夫球、曲棍球、垒球、划船、游泳、跳水、棒球、划水、滑雪、水球、田径、跆拳道等45支队伍。）另，包括各個體育項目。外，關西大學在足球、棒球等项目都是传统劲旅。大學也有很多體育設施。關西大學最大的體育競爭對手為關西學院大學，這種競爭關係為兩校的傳統之一 。

### 校園環境
经过多年的建设和发展，关西大学现有四个校區擁有不同的教育、研究內容。关西大学创办时最初的校址位于大阪市北區天神橋六丁目(天六)，1922年迁至现址。大多数關西大學的大學部學生和研究所學生在位于吹田市千里山校区学习。千里山校区提供学士，硕士和博士学位課程。吹田市千里山处于京都和大阪之间，是一座富有特点的乡村城市。千里山人口约为3万，市民普遍生活富裕；小城交通方便，距离京都和大阪两大城市分别只需大约1小时车程，使千里山成为日本上层人士青睐的居住地。關東大地震後，關東圈文化人士移住到千里山地區。　關西大学除了美丽的校园外，还有热闹的美食购物街（関大前通り），有各种不同国家风味的餐馆，以及其它各式各样的商店。

### 圖書館
关西大学综合图书馆（関西大学総合図書館）是关西大学图书馆系统中最大的单体图书馆，由地上三層和地下兩層構成，總面積達21750平方公尺。高達3層的室內天井，充足的自然光線，樓層內平坦無階梯等以使用者為本的出色結構設計，是綜合圖書館的一大特色也是学校规模最大的建筑物之一。图书馆于1928年建成，并在1985年改名为综合图书馆。專門图书馆于1964年建成。其正面由一排多立克柱式石柱装饰的建筑由村野藤吾设计。100年以后的今天，学校已拥有大小图书馆4个，馆藏图书超过250万册，同时订阅4万种以上的期刊，拥有100多名管理员为日本第十六大的学术图书馆。

## 院系設置
| 法學院 - 法學政治學科 文學院 - 综合人文学科 經濟學院 - 經濟學科 商學院 - 商學科 社會學院 - 社會學科 政策創造學院 - 政策學科 - 國際亞洲法政策學科 外語學院 - 外語學科 人類健康學院 - 人類健康學科 | 綜合資訊學院 - 綜合資訊學科 社會安全學院 - 安全管理學科 系統理工學院 - 數學科 - 物理與應用物理學科 - 機械工學科 - 電氣電子資訊工學科 環境城市工學院 - 建築學科 - 城市系統工學科 - 能源環境工學科 化學生命工學院 - 化學與物質工學科 - 生命與生物工學科 | - 法學研究科 - 文學研究科 - 經濟學研究科 - 商學研究科 - 社會學研究科 - 綜合資訊學研究科 - 理工學研究科 - 外語教育學研究科 - 心理學研究科 - 社會安全研究科 - 東亞文化研究科 - 管理研究科 - 人類健康研究科 - 法務研究科（法科研究所） - 會計研究科（會計專職研究所） - 留學生別科（日語與日本文化教育課程升學班） |

## 學術排名

### 排名
- 泰晤士高等教育世界大學排名日本版 第45名[15]。
- 泰晤士高等教育世界大學排名 第801名[16]。
- Best Master Ranking世界研究院學科排名 媒体學 亚洲 第5名[17]
- 在日本信息服务网站瑞可利（リクルート）发布的大學品牌排行榜“升學品牌力调查2022”中、關西大學连续15年位列關西地区高中生想报考的首位大學、也是關西地区知名度最高的高等學府[18]。

- 日本律師（合格人數第十七名、2024年）[19]
- 日本會計士（合格人數第六名、2015年）
  - 慶應義塾大學123人 早稻田大學91人 中央大學64人明治大學56人同志社大學33人 關西大學29人 關西學院大學28人 神戶大學28人 東京大學23人 專修大學22人[20]
- 日本司法書士（合格人數第八名、2021年）
  - 早稻田大學18人 中央大學14人 明治大學12人慶應義塾大學9人法政大學9人青山學院大學6人同志社大學6人關西大學5人 廣島大學5人 立教大學4人[21]
- 日本一級建築士（合格人數第十一名）[22]
- 女学生人數第六名[23]

### 国内合作
- 京都大學，大阪大學，大阪公立大學，大阪医科薬科大學，千葉大學，早稲田大學，同志社大學，明治大學，關西學院大學，立命館大學，法政大學，津田塾大學

### 国际合作

#### 海外中心
- 中国大陆
  - 关西大学中国联络处
  - 北京辦事處　北京外国语大学内設置關西大學北京辦事處
  - 上海辦事處　复旦大学日本研究中心内設置關西大學上海辦事處
- 臺灣
  - 台灣辦事處　高雄市的正修科技大學内設置關西大學台灣辦事處
- 比利时
  - 歐州中心　在比利時魯汶大學內設立了「關西大學歐州中心」[24]
- 泰國
  - 曼谷辦事處　在曼谷朱拉隆功大學的石油及石油化學研究科的研究服務中心内設置關西大學曼谷辦事處
- 越南
  - 越南辦事處

#### 学生交流项目
- 中国大陆
  - 北京大学，复旦大学，华东师范大学，北京外国語大学，東北大学，厦門大学，中央民族大学，华南师范大学，上海外国语大学，东华大学
- 香港
  - 香港大学，香港中文大学，香港教育大学
- 臺灣
  - 國立台湾大學，國立台湾師範大學，國立成功大學，國立高雄大學，國立中央大學，淡江大學，中國文化大學

## 校友
關西大學培養了眾多人才活躍於文學、藝術、政治、經濟等諸多領域。
關西大學百年來培育了許多知名校友眾多，關於關大校友、傑出校友、以及名譽博士等詳細資訊，請參照關西大學校友列表或Category:關西大學校友。
參見Category:關西大學教師

### 校友會
校友會前身是千里山学士会，成立於1897年12月19日，1938年改為現名。校友總會廣泛聯絡校友，校友聯繫率超過80%，並建立各種校友相關組織。截至2025年，建立各年級校友組織、海内外校友会组织144个，其中日本各市町140個，海外校友会组织24个，包括中國大陸各省市5個，香港1個、台灣1個、美国4個、法国、比利时、巴西、韩国、新加坡、印尼、泰国等14个国家。

### 知名校友

#### 政治，法律
| | |
| - 楊彥潔，清末民初官员，中華民国平政院评事 - 林聯登，澎湖縣議員、臺灣省議員、國民大會代表 - 陳桎宏，中華民國外交官，臺北駐日經濟文化代表處札幌分處代表 - 北村徳太郎，大蔵大臣, 周恩来會談, 親和銀行首任行長 - 中村八十一，臺灣總督府法務部法務局長 - 山下若松，台灣日治時期臺中市市長, 屏東市市長 - 田淵久，岡山市市長，滿洲國協和會，满洲国興安總省興北地区指導科長 - 冬柴鐵三，生于满洲国奉天省奉天市，國土交通大臣，公明黨幹事長 - 奥繁三郎，衆議院議長 - 上林山榮吉，防衛大臣, 黑霧事件 - 中谷鉄也，毕业于陸軍士官學校, 遠東國際軍事法庭法律顧問 - 高見三郎，文部大臣 - 原田憲，運輸大臣, 郵政大臣 - 北川石松，環境大臣 - 森本晃司，建設大臣，奈良縣立大學教授 - 中野寛成，民主黨幹事長，眾議院議長，國家公安委員會委員長 - 矢野兼三，富山縣知事，陸軍第25軍巴东長官 | - 浜渦武生，東京都副知事，東京交通會館副總裁 - 大月伸，日本律师联合会会长 - 阿部甚吉，日本律师联合会会长 - 兪泰興，韩國大法院长，朴正熙遇刺案 - 李一珪，韩國大法院长，人民革命党事件 - 金英煥，毕业于陸軍預備士官學校, 韓國空軍創建 - 徐廷学 ，韩國江原道知事，首爾地方警察廳廳長，韓國警察廳廳長 - 金基喆，聯合國糧食及農業組織韓國特命全權大使，農林部部長 - 李善煕，韩國民主共和党政策制定總監 - 魚本公博，淀号劫机事件的日本赤軍成員 - 上田繁潔，奈良縣知事 - 矢田立郎，神户市市長 - 奥野長衛，全國農業協同組合中央會会長 - 坪井一宇，參議院議員，大阪府議會議長 - 卡南·巴納納，首任津巴布韦总统 - 佐藤靖，外交官，駐委內瑞拉日本國特命全權大使 - 中村和人，外交官，駐尼加拉瓜日本國特命全權大使 |

#### 學術
| | |
| - 阮蔚村，北京大学医學院教授，申报驻日特约通讯员 - 陳紹馨，人類學家及社會學家，美國普林斯頓大學研究員 - 徐興慶，台灣的日本文化史研究學者，國立臺灣大學教授，中國文化大學校長 - 李嗣涔，國立臺灣大學校長，名誉博士 - 廖楚洲，满洲国法令审议委员会委员 - 冯玉忠，中华人民共和国全国人大代表，辽宁大学校长，名誉博士 - 江光杰，中国人民解放军理工大学指挥自动化学院教授，江英彦的长子 - 王惠珍，國立清華大學教授，日治時期台灣文學研究專家 - 彭妍蓁，嶺東科技大學教授，日治時期台灣文學研究專家 - 黃英哲，愛知大学教授，台灣近代史、台灣文學研究專家 - 東川徳治，東北帝国大學，臨時臺灣舊慣調查會学者 - 曻地三郎，华东师范大学教授，長春大学教授，正四位獲得者 - 大庭脩，北京大学教授，中国社会科学院研究员，皇學館大學校長 - 牧野謙次郎，中國漢文學研究權威，早稲田大學教授 - 金谷治，中國古代歷史研究學者，東北大學教授，日本中國學會理事 - 岩崎卯一，在美国哥倫比亞大學获得博士学位，關西大學校長 | - 曺圭甲，法學家，在美国耶鲁大学获得博士学位，首爾大學教授 - 田邊光政，法學家，名古屋大學教授 - 曽野和明，聯合國法律事務廳法律顧問，北海道大學教授 - 本澤巳代子，法學家，筑波大學教授 - 川端康之，國際關係學專家，橫濱國立大學教授 - 首藤昭信，經濟學家，東京大學教授 - 李英和，北朝鮮問題專家，關西大學教授，朝鮮社會科學院留学 - 安藤贞雄，語言學家，在英国倫敦大學获得学位，廣島大學教授 - 浜田文雅，經濟學家，慶應義塾大學教授 - 髙橋輝和，語言學家，德国洪堡基金会研究員，岡山大學教授 - 杉原達，歷史學家，大阪大學教授 - 荒武賢一朗，歷史學家，東北大學教授 - 岩城卓二，歷史學家，京都大学人文科学研究所所長 - 藤森弘子，東京外國語大學教授 - 川尻喜章，在美国卡内基·梅隆大学获得博士，美國佐治亚理工学院教授 - 黒田龍二，建築史學家，神戸大學教授 |

#### 演藝，文學，體育
| | |
| - 張良澤，台灣作家，評論家，國立成功大學講師 - 林佛樹，《臺灣新民報》經濟版主筆，國立中興大學講師 - 劉東洋，台鋼雄鷹領隊 - 志村喬，電影演員，演過多部黑澤明的電影 - 鶴田浩二，電影演員，歌手 - 矢井田瞳，歌手 - 山里亮太，喜剧演员、配音员、主持人 - 岩尾望，搞笑藝人 - 宫根诚司，自由主持人 - 德田聡一朗，富士電視台播報員 - 安部若菜 ，NMB48正式成員 - 西加奈子，作家，直木賞獲得者 - 今村翔吾，作家，直木賞獲得者 - 北條秀司，作家，菊池寬獎獲得者 - 平井蒼太，作家，江戶川亂步的弟弟 | - 藤田陽一，動畫導演 - 岩田稔，職業棒球選手，日本職棒阪神虎 - 大岛镰吉，田徑運動員，1932年夏季奥林匹克運動會取得銅牌 - 古川好男，前足球運動員，1956年夏季奧林匹克運動會代表 - 市口政光，摔跤運動員，1964年夏季奥林匹克运动会取得金牌 - 高橋大輔，花式滑冰選手，2010年冬季奥林匹克运动会取得銅牌 - 織田信成，花式滑冰選手，日本戰國時代武將織田信長第十七代孫 - 宮原知子，花式滑冰選手 - 山田沙知子，游泳運動員，亞洲運動會游泳比賽金牌 - 清水希容，2020年夏季奥林匹克運動會取得銀牌 - 和田伸也，2020年夏季帕拉林匹克運動會取得銅牌 - 岩田稔，職業棒球選手，阪神虎 - 井川祐輔，日本國家足球隊成員，香港丙組足球聯賽球隊蘭斯貝利主教練 - 荒木隼人，日本國家足球隊成員，廣島三箭 - 寺地拳四朗，世界拳擊理事會輕蠅量級金牌 |

#### 部分著名企業家
| | |
| - 坂本素魯哉，彰化銀行行長，臺灣銀行創始人 - 黃秋茂，企業家、慈善家、中華學術院哲学博士、秋茂園創辦人 - 小林絹治，南滿洲鐵道紐約分公司經理 - 大坪文雄，松下電器總裁，帝人董事 - 井川正治，豐田汽車董事，捷太格特總裁 - 藤田研一，西门子公司總裁，經濟同友會幹事 - 竹崎忠，TMS娛樂總裁 - 田中友幸，電影製作人，東寶電影公司執行董事，創造了哥吉拉 - 岡野衛士，大阪證券交易所理事長 - 山田安民，樂敦製藥創始人 - 三好萬次，近畿日本鐵道總裁，近畿車輛董事 - 岡内紀雄，高知银行行長 - 山根義紘 ，日本電視台總裁 - 河野隆，好侍食品總裁 | - 野田順弘，福布斯全球富豪榜中排名日本第9位 - 市川重幸，象印總裁 - 李雄烈，韩國忠清銀行行長 - 小田顺一，伊藤園總裁 - 坂上守男，京都新聞總裁 - 西貞三郎，住友銀行副行長，伊藤萬事件 - 西村嘉郎，朝日放送總裁 - 天野文博，山陽電氣鐵道總裁，阪神電氣鐵道独立董事 - 上月景正，科樂美創始人，首任董事长，日本經濟團體聯合會理事，福布斯全球富豪榜中排名日本第26位 - 吉松民雄，日本可口可楽装瓶商生産總裁 - 大崎洋，吉本興業總裁 - 太田享之，池田泉州银行行長 - 池田嘉宏，冈三证券總裁 - 井川伸久，日本火腿總裁 |

## 附屬學校·系屬學校
- 関西大學第一中學校·高等學校（中學部·高中部）
- 関西大學幼兒園
- 関西大學初等部·中等部·高等部
- 関西大學北陽中學校·高等學校（中學部·高中部）

## 相关链接
- 關關同立
- 日本大學列表
- 私立大学
- 大學競爭
- 阪急千里線

## 擴展閱讀
- 関西大学 『関西大学創立五十年史 （页面存档备份，存于）』 1936年

## 外部連結
- 官方网站